# Okęcie Warszawa (boks)
Okęcie Warszawa – polski klub bokserski z Warszawy. Działał jako sekcja założonego w maju 1929 roku Klubu Kulturalno-Sportowego SKODA, który w marcu 1936 roku zmienił nazwę na Klub Kulturalno-Sportowy Okęcie.
Skoda był klubem wielosekcyjnym. Prowadziła działalność sportową przy Polskich Zakładach Skoda, które w 1936 roku zostały przekształcone w PZL – Wytwórnię Silników Lotniczych w Warszawie na Okęciu. Sekcjami wiodącymi w klubie były: boks, kolarstwo, lotnictwo, piłka nożna i tenis ziemny i stołowy.

## Sukcesy
- Drużynowe mistrzostwa Polski:
- Srebrny medal: 1934
- Brązowy medal: 1936, 1937

## Bokserzy
- Roman Antczak
- Zygmunt Bąkowski
- Józef Cyran
- Antoni Czortek
- Tomasz Kozłowski
- Stanisław Ożarek
- Józef Pisarski
- Adam Seweryniak
- Edmund Sobkowiak